# Jan Ciechanowicz
Jan Ciechanowicz (lit. Ivanas Tichonovičius, Janas Ciechanowiczius, Janas Ciechanovičius, ros. Иван Станиславович Тихонович (ur. 2 lipca 1946 w Wornianach, zm. 10 stycznia 2022 w Płocku) – polski pisarz, historyk, były działacz mniejszości polskiej na Litwie i deputowany do Rady Najwyższej ZSRR (1989–1991).

## Życiorys
Urodzony w Wornianach na Wileńszczyźnie, w części włączonej w 1940 roku do Białoruskiej SRR. Był synem Stanisława Ciechanowicza, kierownika majątku Uniwersytetu Stefana Batorego. Studiował na Mińskim Państwowym Instytucie Języków Obcych (1971) i Społecznym Uniwersytecie Nauk Politycznych (Wilno 1973); posiadał doktorat z zakresu najnowszej filozofii niemieckiej (Człowiek i kultura w filozofii Theodora Wiesengrunda Adorno).
Prowadził badania w zakresie nauk humanistycznych: historia, filozofia, filologia germańska, socjologia, religioznawstwo, etyka, politologia, historia idei. Pracował jako tłumacz-referent w Instytucie Filozofii i Prawa AN Białorusi w Mińsku (1969), tłumacz w Naukowo-Metodycznej Bibliotece Kultury Fizycznej i Sportu w Mińsku (1970), nauczyciel języka niemieckiego w Mejszagolskiej i Duksztańskiej polskich szkołach średnich rejonu wileńskiego (1970–1975), korespondent dziennika „Czerwony Sztandar” w Wilnie (1975–1983), wykładowca filozofii, etyki i religioznawstwa w Wileńskim Państwowym Instytucie Pedagogicznym (pół etatu, 1975–1983), wykładowca filozofii w Wileńskim Państwowym Uniwersytecie (pół etatu, 1975–1976), docent w Litewskiej Filii Moskiewskiej Akademii Nauk Społecznych w Wilnie (1983–1986); docent Katedry Filozofii Wileńskiego Państwowego Instytutu Pedagogicznego (1986–1991), nauczyciel języka niemieckiego w Szkole Średniej imienia Mścisława Dobużyńskiego w Wilnie (pół etatu w 1992), lektor języka niemieckiego, rosyjskiego i litewskiego w Wyższej Szkole Pedagogicznej w Bydgoszczy (1993–1994), starszy wykładowca Instytutu Filologii Germańskiej Uniwersytetu Rzeszowskiego (wykłady i zajęcia praktyczne z zakresu filozofii, etyki, historii filozofii niemieckiej, filozofii kultury, leksykologii języka niemieckiego; wypromowanie 78 prac magisterskich; 1994–2013), nauczyciel języka niemieckiego w Zespole Szkół imienia króla Władysława Jagiełły w Niechobrzu koło Rzeszowa (2000–2008), wykładowca języka niemieckiego w Zespole Kolegiów Nauczycielskich w Tarnobrzegu (pół etatu, 2001–2011), wykładowca etyki biznesu w Wyższej Szkole Biznesu w Sanoku (pół etatu 2005–2006).
W 1988 roku był współorganizatorem Stowarzyszenia Społeczno-Kulturalnego Polaków na Litwie. Współzakładał Polską Partię Praw Człowieka, Stowarzyszenie Naukowców Polaków Litwy oraz inne organizacje polonijne. W roku 1989 został wybrany przez mniejszości narodowe Republiki Litewskiej do Rady Najwyższej ZSRR; bronił interesów ludności polskiej w tym kraju; pracował w Komitecie do Spraw Nauki i Technologii RN ZSRR do roku 1991. Jako „Human Rights Activist” został w tym okresie laureatem kilku wyróżnień amerykańskich i międzynarodowych. W 2019 roku znalazł się na liście kandydatów Jedności Narodu do Parlamentu Europejskiego.
Członek honorowy Związku Szlachty Polskiej Kresów Wschodnich.
Zmarł 10 stycznia 2022 na skutek COVID-19 w okresie światowej pandemii tej choroby.

## Życie prywatne
Żonaty z Haliną Ciechanowicz, z zawodu nauczycielką, która zmarła 12 stycznia 2022.

## Publikacje
Napisał ponad 1100 artykułów naukowych, publicystycznych i popularnonaukowych w periodykach ukazujących się w Polsce oraz w (przeważnie polonijnych) pismach na Litwie (w Magazynie Wileńskim), Białorusi, Ukrainie, Kanadzie, Francji, USA, Niemczech, Australii, Rosji w języku angielskim, białoruskim, litewskim, niemieckim, polskim, rosyjskim. Deklarował umiejętność posługiwania się językiem m.in. angielskim, białoruskim, litewskim, niemieckim, polskim, rosyjskim, ukraińskim.